# 네오촌
네오촌(일본어: 根尾村)은 일본 기후현 모토스군에 설치되었던 촌이다. 2004년에 모토스 군의 4정촌이 합병해 모토스시가 되었다.

## 역사
- 1891년 10월 28일 - 노비 지진이 발생해 네오다니 단층을 남겼다.
- 1904년 4월 1일 - 히가시네오촌, 나카네오촌, 니시네오촌과 합병해 성립하였다.
- 2004년 2월 1일 - 모토스정, 신세이정, 이토누키정과 합병해 모토스시가 되었다.

## 교통

### 철도
- 다루미 철도 다루미 선

### 도로
- 국도 제157호선
- 국도 제418호선

## 참고 문헌
- 角川日本地名大辞典編纂委員会,『角川日本地名大辞典 21 岐阜県』1980, 角川書店